# Den äldste
Den äldste är den andra delen i fantasykvartetten Arvtagaren, skriven av Christopher Paolini.

## Handling
Varden firar sin vinst mot urgalerna, de är de första som besegrat en av Galbatorix arméer. Eragon har också, med hjälp av Arya och Saphira, dödat skuggan Durza, men det till priset av en smärtsamt sår på ryggen. Men glädjen varar inte länge då en hemsk händelse drabbar Varden. Senare lämnar Eragon och Saphira Farthen Dûr tillsammans med Arya och Orik för att uppsöka den mystiske man som räddade Eragon efter sin strid med skuggan och som bad Eragon för att komma till Ellesméra för att få mer utbildning.  
I boken får man även följa Eragons kusin Roran och hans kamp hemma i Carvahall.

## Uppföljare
Berättelsen om Eragon fortsätter i uppföljaren Brisingr.